# Collema laeve
Collema laeve är en lavart som beskrevs av Hook. f. & Taylor. Collema laeve ingår i släktet Collema och familjen Collemataceae.   Inga underarter finns listade i Catalogue of Life.